# Обыкновенная луна-рыба
Обыкнове́нная луна́-ры́ба, или ры́ба-со́лнце, или ры́ба-голова́ (лат. Mola mola) — вид рода лун-рыб одноимённого семейства. Это самые тяжёлые из современных костных рыб. Достигают в длину трёх метров. В Книге рекордов Гиннесса приводятся данные об особи, пойманной 18 сентября 1908 года недалеко от Сиднея, длина которой составляла 3,1 м, высота — 4,26 м, а масса 2235 кг. У берегов Азорских островов в октябре 2022 года выловили тушу погибшей луны-рыбы весом 2744 килограмма — это абсолютный рекорд для костных рыб. Её высота — 3,5 м, а длина — 3,6 м (Live Science).
Обыкновенные луны-рыбы обитают в тропических и умеренных водах всех океанов. Встречаются в пелагиали на глубине до 844 м. У них сжатое с боков тело дисковидной формы. Спинной и анальный плавники сдвинуты назад и образуют хвостовую пластину. Кожа лишена чешуи. Зубы срощены в «клюв». Брюшные плавники отсутствуют. Окраска голубоватого или серовато-коричневого цвета. Они питаются в основном медузами и прочими пелагическими беспозвоночными. Это самый плодовитый вид среди позвоночных, самки обыкновенных лун-рыб производят до 300 000 000 икринок за раз. Мальки этого вида напоминают миниатюрных иглобрюхих, у них крупные грудные плавники, имеется хвостовой плавник и шипы, которые пропадают во взрослом состоянии. Взрослые луны-рыбы довольно уязвимы. На них охотятся морские львы, косатки и акулы. В некоторых странах, например, в Японии, Корее и Тайване, их мясо считается деликатесом. В странах ЕС действует запрет на продажу продуктов из рыб семейства лун-рыб. Обыкновенные луны-рыбы часто попадаются в рыболовные сети.

## Таксономия
Название рода и видовое название происходят от слова лат. mola — «жёрнов». Впервые вид был научно описан Карлом Линнеем в 1758 году как Tetraodon mola. Впоследствии неоднократно присваивались различные родовые и видовые названия.

## Ареал и среда обитания
Луна-рыба встречается в тропических и умеренных водах всех океанов. В восточной части Тихого океана эти рыбы распространены от Канады (Британская Колумбия) до юга Перу и Чили, в Индо-Тихоокеанской области — по всему Индийскому океану, включая Красное море, и далее от России и Японии до Австралии, Новой Зеландии и Гавайских островов. В восточной Атлантике они встречаются от Скандинавии до ЮАР, изредка заходят в Балтийское, Северное и Средиземное моря. В западной части Атлантического океана рыбу-луну можно встретить от побережья Ньюфаундленда до юга Аргентины, включая Мексиканский залив и Карибское море. Генетические различия между особями, обитающими в Северном и Южном полушариях, минимальны.
Весной и летом численность популяции обыкновенных лун-рыб в северо-западной Атлантике оценивается в 18 000 особей. В прибрежных водах наблюдаются большие скопления мелких рыб длиной до 1 м. В Ирландском и Кельтском морях в 2003—2005 годы были отмечены 68 особей этого вида, расчётная плотность популяции составила 0,98 особи на 100 км².
Эти пелагические рыбы встречаются на глубине до 844 м. Большую часть времени взрослые особи проводят в эпипелагиали и мезопелагиали на глубине более 200 м. Согласно другим исследованиям более 30 % времени обыкновенные луны-рыбы проводят у поверхности на глубине до 10 м и свыше 80 % в толще воды на глубине до 200 м.
Обычно эти рыбы попадаются при температуре выше 10 °C. Длительное пребывание при температуре 12 °C и ниже может вызвать у них потерю ориентации и внезапную смерть. Обыкновенных лун-рыб часто встречают в поверхностных слоях открытого океана; бытовало мнение, что эта рыба плавает на боку, но есть версия, что такой способ передвижения характерен для больных особей. Возможно также, что таким способом рыбы прогревают организм перед погружением в холодные водные слои.

## Описание
У обыкновенных лун-рыб сжатое с боков, высокое и короткое тело, что придаёт им крайне необычный вид. По форме тело приближается к диску: его длина приблизительно равна высоте. Тазовый пояс редуцирован. В процессе эволюции у лун-рыб исчез хвостовой плавник. Его заменил бугорчатый псевдохвост — лат. clavus. Эта упругая хрящевая пластина образована сдвинутыми назад и лишёнными колючих лучей спинным и анальным плавниками. Её поддерживают их разветвлённые мягкие лучи. Эта хвостовая пластина действует подобно веслу. Она состоит из 12 плавниковых лучей и оканчивается закруглёнными косточками.
Жаберные щели в виде овального отверстия, глаза и рот маленькие, выраженные брюшные и хвостовой плавники отсутствуют. Грудные плавники, расположенные по бокам тела, веерообразны.
У обыкновенной рыбы-луны очень короткий позвоночник относительно длины тела, наименьшее число позвонков среди рыб — всего 16—18, спинной мозг короче головного мозга (у рыбы массой 1,5 тонны и длиной 2,5 м длина спинного мозга всего 15 мм). Полностью отсутствуют кости хвостового плавника, а скелет в основном состоит из хрящевой ткани. Нет плавательного пузыря и боковой линии.
Луны-рыбы плавают с помощью спинного и анального плавников, грудные плавники выступают в роли стабилизатора. Для выполнения поворота они выпускают изо рта или жабр сильную струю воды. Кроме того, они способны немного маневрировать, изменяя положение анального и спинного плавников, наподобие того, как птицы используют для манёвров крылья.
Считается, что луны-рыбы способны с помощью глоточных зубов издавать скрежещущие звуки. Рот оканчивается хорошо развитым характерным для представителей отряда иглобрюхих клювом, образованным сросшимися зубами. «Клюв» не даёт им плотно закрыть рот.
Толстая и довольно грубая кожа лишена чешуи и покрыта костными выступами и слизью. Кожа хвостовой пластины сравнительно мягче. Под кожей пролегает хрящевой слой толщиной 5—7,5 см, поэтому её трудно пробить с первого раза даже гарпуном. Окраска взрослых особей варьирует от коричневого до серебристо-серого цвета с пёстрым узором, который в некоторых случаях бывает характерен для мест обитания. Дорсальная поверхность тела окрашена несколько темнее вентральной, что представляет собой разновидность контрастной защитной окраски, характерной для пелагических рыб. Кроме того, луны-рыбы способны менять цвет, особенно в случае опасности.
В некоторых источниках указано, что внутренние органы рыб этого вида содержат нейротоксин тетродотоксин, как и у прочих представителей иглобрюхих, однако другие авторы опровергают эту информацию.

### Размер и масса тела
Взрослые обыкновенные луны-рыбы в среднем достигают длины 1,8 м, а расстояние по высоте между кончиками плавников около 2,5 м. Средняя масса колеблется в пределах 247—1000 кг. Попадаются и более крупные экземпляры: максимальная зарегистрированная длина 3,3 м, а высота с учётом плавников 4,2 м.
Хотя предки лун-рыб были костными рыбами, их скелет содержит много хрящевой ткани, что снижает массу скелета и позволяет им достигать столь внушительных размеров.

## Биология

### Размножение и жизненный цикл
Луна-рыба — самая плодовитая рыба: одна самка может вымётывать до 300 млн икринок за один цикл размножения. Однако общая численность вида невелика. Диаметр икринок составляет около 1 мм, выклюнувшиеся личинки луны-рыбы имеют длину около 2 мм и массу менее 0,01 г. Во время индивидуального развития подобно прочим представителям своего семейства обыкновенные луны-рыбы проходят сложный метаморфоз. Только что выклюнувшиеся личинки напоминают других иглобрюхообразных рыб. По достижении длины 6—8 мм наступает кузовковая стадия — возникают широкие костные пластинки с большими треугольными выступами, которые потом дробятся на мелкие зубчики с треугольными выступами, образующими длинные шипы, затем полностью исчезающие. На этой стадии ещё имеется личиночный хвостовой плавник, который у взрослых рыб отсутствует. Потенциально достижимый размер взрослых лун-рыб в 60 миллионов раз превышает размер при рождении — это наибольшее соотношение среди позвоночных.
В неволе обыкновенные луны-рыбы живут до 10 лет, однако их продолжительность жизни в естественных условиях не установлена. Предположительно у самцов и самок она может составлять до 16 и 23 лет соответственно. В неволе прирост массы колеблется в пределах 0,02—0,49 кг в день, а прибавка в длину в среднем составляет 0,1 см в день. Масса молодой особи, живущей в океанариуме Монтерей Бэй, за 15 месяцев увеличилась с 26 кг до 399, при этом рыба достигла в длину 1,8 м. Крупный размер и толстая кожа делают взрослых лун-рыб неуязвимыми для мелких хищников, однако мальки могут стать добычей тунцов и корифен. На крупных рыб нападают морские львы, косатки и акулы. В заливе Монтерей замечены случаи, когда морские львы откусывали лунам-рыбам плавники и выталкивали их на поверхность воды. Вероятно, с помощью таких действий млекопитающим удаётся прокусить толстую кожу рыб. Иногда, подбросив луну-рыбу несколько раз, морские львы отказывались от своей добычи, и та беспомощно опускалась на дно, где её поедали морские звёзды.

### Питание
Несмотря на твёрдый «клюв», основу рациона обыкновенных лун-рыб составляет мягкая пища, хотя иногда они поедают небольших рыб и ракообразных. Основу питания луны-рыбы составляет планктон, а также сальпы, гребневики и медузы. Кроме этого, в их пищеварительном тракте находили личинок угрей, губок, морских звёзд, кальмаров, ракообразных, водоросли и мелких рыбок, это говорит о том, что они кормятся как на поверхности, так и в глубине. Пища лун-рыб в целом бедна питательными веществами, потому им приходится поглощать её в большом количестве.
Обыкновенные луны-рыбы обычно сильно заражены как внешними, так и внутренними паразитами (до 40 различных видов).Чаще всего на них паразитируют плоские черви Accacoelium contortum. В умеренных водах им помогают избавиться от паразитов рыбы-чистильщики, населяющие плавучие скопления водорослей. В тропиках луны-рыбы с этой же целью посещают места скопления животных-чистильщиков. Чтобы привлечь внимание морских птиц, например чаек, которые также могут избавить их от паразитов, луны-рыбы выставляют из воды плавник или клюв.

### Поведение
Обыкновенные луны-рыбы ведут, как правило, одиночный образ жизни, но иногда они встречаются парами, а в местах скопления животных-чистильщиков могут собраться группой.
Часто можно увидеть луну-рыбу, лежащую на боку на поверхности воды. Время от времени её плавники показываются на поверхности — иногда их ошибочно принимают за акульи спинные плавники. Их можно отличить по характеру движения плавников. Акулы, подобно большинству рыб, плавают, взмахивая хвостовым плавником из стороны в сторону. При этом спинной плавник остаётся неподвижным. Луны-рыбы двигают спинным и анальным плавниками как вёслами. Личинки и мальки этого вида плавают как обычные рыбы.
Ранее считалось, что луна-рыба — плохой пловец, неспособный преодолевать сильное течение, поэтому её относили к океаническому макропланктону. Однако целенаправленные наблюдения показали, что луна-рыба может проплывать 26 км в день, а максимальная скорость плавания достигает 3,28 км/час.

## Взаимодействие с человеком
Несмотря на внушительные размеры, обыкновенные луны-рыбы не представляют опасности для человека. Бывали случаи, когда выпрыгнувшие из воды рыбы падали в лодки и сбивали с ног людей. Их места обитания привлекают дайверов, они привыкают к присутствию человека. Столкновения с луна-рыбами — частое явление в некоторых регионах. Эти столкновения могут приводить к повреждению корпусов судов, а иногда тела этих рыб застревают между лопастями гребных винтов крупных судов (что также может спровоцировать аварию).
У этих рыб невкусное дряблое мясо. Однако на Тайване и в Японии оно считается деликатесом, и в некоторых регионах западной части Тихого океана и на юге Атлантики ведётся их специализированный промысел. В пищу используют все части рыб, включая плавники и внутренние органы. Кроме того, они пользуются спросом в традиционной китайской медицине. Из-за вероятного содержания токсина продажа продуктов из лун-рыб в Европе запрещена. В России под торговым названием «рыба-луна» продают рыбу вомер (Selene vomer).
До 30 % улова дрифтерных жаберных сетей, которыми у берегов Калифорнии промышляют меч-рыбу, составляют луны-рыбы. В Средиземном море уровень прилова этого вида ещё выше и достигает 71—90 %. В некоторых местах рыбаки отрубают этим рыбам плавники, считая их бесполезными похитителями наживки. Плавающие на поверхности воды полиэтиленовые пакеты напоминают медуз, основную пищу лун-рыб. Наглотавшись мусора, рыбы могут погибнуть от удушья или от голода, поскольку пластик забивает их желудок.
Многое в биологии обыкновенных лун-рыб остаётся неясным, их популяции учитывают с воздуха, изучают миграции с помощью мечения, проводят генетические исследования тканей. Изредка лун-рыб находят на берегу.

### Содержание в неволе
Иногда лун-рыб содержат в публичных аквариумах. Они легки в кормлении, так как рефлекторно засасывают любой мелкий корм, поднесённый ко рту. Но они часто погибают, разбиваясь о стенки резервуаров, поэтому для их содержания необходимы аквариумы большого объёма, позволяющие рыбам плавать широкими кругами. Этих рыб содержат в Лиссабонском океанариуме, в океанографическом парке Валенсии, датском океанариуме «Северное море», а содержащаяся в океанариуме «Кайюкан» луна-рыба привлекает внимание посетителей не меньше китовой акулы.
В океанариуме Монтерей Бэй разработали собственные методы отлова, кормления и борьбы с паразитами этого вида. В 1998 году одна особь прожила здесь более года, увеличила свою массу в 14 раз и была затем отпущена на волю. Эти рыбы постоянно выставляются в коллекции океанариума. В 2008 году одна крупная луна-рыба была подвергнута эвтаназии после длительной болезни.